# Carmen Souza
Carmen Souza (1981) és una cantant i compositora de jazz portuguesa originària de Cap Verd. El seu estil innovador fusiona els ritmes tradicionals de Cap Verd amb elements del jazz contemporani. El 2013 va guanyar els Premis de Música del Cap Verd a la millor vocalista femenina i a la millor morna.

## Biografia
Carmen Souza va néixer a Lisboa el 20 de maig de 1981. Els seus pares es van traslladar a Portugal després de la Revolució dels Clavells que va acabar amb l'era colonial del seu país nadiu, Cap Verd. Tot i que Souza només ha estat a Cap Verd un parell de vegades, va créixer parlant la llengua criolla i menjant la cuina del Cap Verd. Mentre encara era una nena, va començar a cantar gòspel al cor de l'església. Els seus pares sempre van mantenir un estret vincle amb la seva cultura originària i Souza va créixer envoltada de la música i la cultura de Cap Verd, això com d'altres ex colònies portugueses com Angola, Brasil, Moçambic i São Tomé. Després de passar només un any a la universitat, va abandonar els estudis per perseguir el seu somni d'una carrera musical.
El 1999, Souza va començar la seva col·laboració amb el baixista Theo Pas'cal, qui ha estat un mentor per a ella i amb qui continua treballant. Es van conèixer quan ella va participar en una audició per un projecte musical dirigit per Pas'cal. Souza toca el piano i la guitarra, escriu o co-escriu les seves cançons amb Pas'cal i canta. El 2003 va començar a treballar en un estil que combinava la música criolla de Cap Verd, incloent el batuque, la coladeira i la morna, amb el jazz contemporani. Souza normalment canta en crioll, però també canta en anglès, francès, i portuguès. Souza transforma la morna tradicional de Cap Verd tradicional, afegint jazz i altres invencions personals, com experiments vocals, utilitzant el seu to per emular instruments musicals.

## Discografia
- 2005 - Ess ê nha Cabo Verde (Peermusic)
- 2008 - Verdade (Peermusic)
- 2010 - Protegid (Galileo)
- 2012 - Carmen Souza & Theo Pas'cal Duo Live
- 2013 - Kachupada (Galileo)
- 2014 - Live at Lagny Jazz Festival
- 2015 - Epistola (Galileo)

## Premis
- 2013 Cape Verde Music Awards (millor morna i millor vocalista femenina)